# Hans Albertini
Hans Albertini war ein deutscher Kommunalpolitiker von der CDU.
Er war von 1947 bis 1956 Vorsitzender des CDU-Kreisverbandes Offenburg.
Am 12. September 1949 war er Mitglied der 1. Bundesversammlung.

## Quelle
- http://www.kas.de/upload/ACDP/CDU/CDU_Kreisverbaende.pdf

| Personendaten    | Personendaten               |
| ---------------- | --------------------------- |
| NAME             | Albertini, Hans             |
| KURZBESCHREIBUNG | deutscher Kommunalpolitiker |
| GEBURTSDATUM     | zwischen 1856 und 1926      |